# Libanon na Letních olympijských hrách 1972
Libanon na Letních olympijských hrách 1972 v německém Mnichově reprezentovalo 19 sportovců (17 mužů a 2 ženy).

## Medailisté
| Medaile | Jméno             | Sport    | Soutěž                     |
| ------- | ----------------- | -------- | -------------------------- |
| Stříbro | Mohamed Traboulsi | Vzpírání | muži střední váha do 75 kg |